# Erik Rhodes
Erik Rhodes  (Nova Iorque, 8 de fevereiro de 1982 – Nova Iorque, 13 de junho de 2012) foi um ator pornográfico de filmes voltados para o público gay. Ele era exclusivo da Falcon Studios, e costumava ser versátil  tanto em seus filmes como em sua vida íntima.
Rhodes era gay assumido, sendo muito famoso por atuar em posição sexual ativa no filme  Heaven to Hell com Matthew Rush, que raramente faz papeis de passivo. Ele ainda atuou como ativo no filme "The Farmer's Son" com Jason Adonis, outro que raramente é passivo.
Em 4 de dezembro de  2008, Rhodes foi indicado como  GLBT Performer of the Year na premiação XBIZ Awards 2009, que ocorreu em Hollywood, California.
Em 13 de junho de 2012, o ator morreu de ataque cardíaco enquanto dormia em sua casa, aos trinta anos. O ator era suspeito de fazer uso de anabolizantes, e apresentava sinais de depressão. Porém, outras fontes atribuem sua morte a uma possível contaminação pelo vírus da AIDS, como aconteceu com outro ator, Josh Weston.

## Videografia
- Studio 2000
  - Flesh (2004)
- Falcon
  - Super Soaked (2005)
  - Heaven To Hell (2005)
  - Flex (2005)
  - Cross Country 1 & 2 (2005)
  - Driver (2005)
  - Beefcake (2006)
  - From Top to Bottom (2006)
  - The Velvet Mafia 1 (2006)
  - Basic Plumbing 3 (2006)
  - The Farmer's Son (2007)
  - Rush and Release (2007)
  - Ivy League (2007)
  - Dare (2007)
  - Overtime (2007)
  - Fleet Week (2008)
  - Afterparty (2008)
  - Best Men Part 1: The Bachelor Party (2008)
  - Best Men Part 2: The Wedding Party (2008)
  - Asylum (2009)
- Dark Alley Media
  - L.A. Zombie (TBA)

## Prêmios
- 2008
  - Grabby Best Versatile Performer 2008[7]
  - Grabby Best Actor 2008 for The Ivy League (Tie with Jason Ridge)[7]
- 2009
  - XBIZ AWARD NOMINEE: GLBT Performer of the Year